# In Our Lifetime (Texas)
In Our Lifetime is een nummer van de Britse band Texas uit 1999. Het is de eerste single van hun vijfde studioalbum The Hush.
Het nummer gaat over een relatie waarin de ik-figuur, na een lange tijd zoeken, eindelijk iemand gevonden heeft die hetzelfde is als zij. Die vind je maar zelden, volgens zangeres Sharleen Spiteri.
"In Our Lifetime" werd in een aantal landen een hit. In het Verenigd Koninkrijk bereikte het nummer de 4e positie. In Nederland haalde het nummer echter een 11e positie in de Tipparade, en in Vlaanderen een 4e positie in de Tipparade.
Het nummer is vergeleken als een kruising tussen TLC en het nummer Hong Kong Garden van Siouxsie and the Banshees.
"In Our Lifetime" is opgenomen op de soundtrack van de film Notting Hill.
- MusicBrainz work: cc080149-e45b-4bc7-b305-2339d562b892